# Tearing

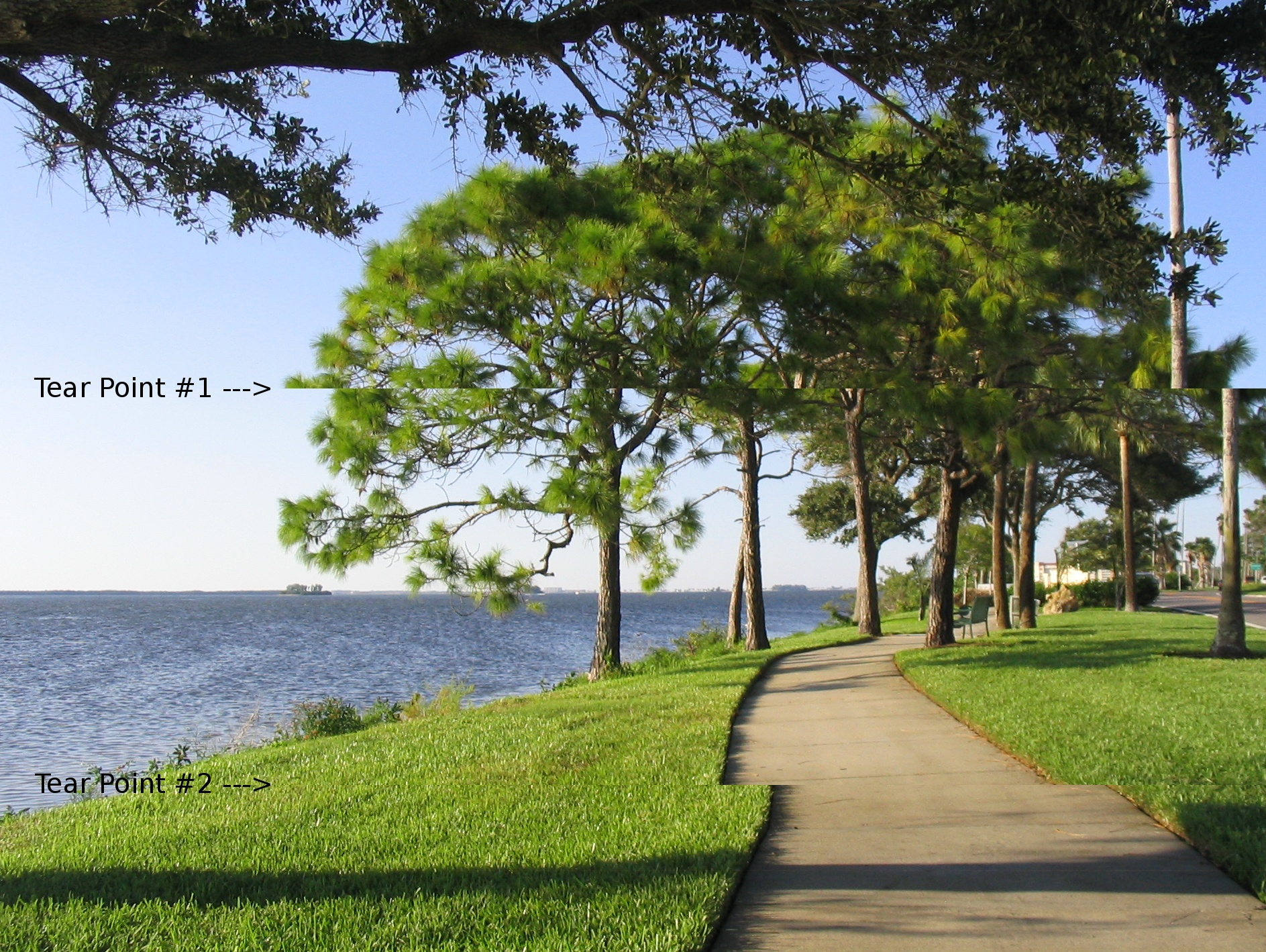
Voorbeeld van tearing

Tearing is een fenomeen dat zich kan voordoen op beeldschermen. Bij tearing wordt een eerder weergegeven frame overschreven door een nieuw frame. Gedeelten van het oude frame zijn dan nog zichtbaar wanneer het nieuwe frame wordt weergegeven. Tearing gebeurt wanneer het apparaat (zoals de computer of de televisie) de beelden sneller produceert dan de verversingsfrequentie van het beeldscherm. Het aantal beelden per seconde is dan hoger dan de verversingsfrequentie.
Tearing gebeurt met name bij computerspellen aangezien het synchroniseren van de frames lastiger is door de berekeningen die plaatsvinden. Het komt minder voor bij andere apparatuur, zoals televisies en dvd-spelers, aangezien de frames daar niet dynamisch gegenereerd worden. Het aantal beelden per seconde is daardoor vrij constant en betrouwbaar.

## Preventie
Tearing kan voorkomen worden met verticale synchronisatie (V-Sync). Met V-Sync moet het apparaat dat de beelden produceert wachten tot het weergaveapparaat klaar is. Hierdoor kan er geen frame gerenderd worden als het weergaveapparaat nog bezig is met het tonen van het vorige frame. Dit voorkomt overlap van frames en dus tearing. Veel rekenintensieve computerspellen, zoals first-person shooters, hebben deze optie.
Verder heeft Nvidia een optie voor Adaptieve Virtual sync (Vertical Sync op Adaptive in het 3D Settings-menu van het NVidia Control-paneel). Deze zorgt ervoor dat de beeldfrequentie wat kan variëren om zodoende bij te blijven met de aangeboden beeldsnelheid van het spel of de video. Het is dan wel van belang dat in het spel of programma VSync aanstaat en dat de verversingssnelheid van het scherm (ongeveer) overeenkomt met de bron. Dit laatste kan door video afspeel software vaak automatisch worden ingesteld. 